# Ізгутти Айтиков
Ізгутти́ Айти́ков (каз. Ізгүтті Айтыков) — село у складі Уланського району Східноказахстанської області Казахстану. Входить до складу Таргинського сільського округу.
Населення — 575 осіб (2021; 689 у 2009, 678 у 1999, 583 у 1989).
Національний склад станом на 1989 рік:
- казахи — 100 %

До 1992 року село називалося Скалисте.